# 桑迪·尼尔森
桑迪·尼尔森（英語：Sandy Neilson，1956年3月20日—），美国女子游泳运动员。她曾代表美国参加1972年夏季奥林匹克运动会游泳比赛，获得女子100米自由泳、女子4×100米自由泳接力和女子4×100米混合泳接力金牌。